# Dries Saddiki
Pour les articles homonymes, voir Saddiki.
Dries Saddiki, né le 9 août 1996 à Venlo aux Pays-Bas, est un footballeur néerlando-marocain. Il évolue au poste de milieu de terrain au Kasımpaşa SK. Il possède la double nationalité marocaine et néerlandaise.

## Biographie

### Carrière en club

#### Débuts et formation (1996-2014)
Dries Saddiki naît aux Pays-Bas dans la ville de Venlo. Issu d'une famille marocaine nombreuse originaire de Skoura au Maroc, il intègre vite un club amateur de sa ville, le TSC '04, avant d'être transféré au SC Irene en 2010. Trois ans plus tard, il dispute la saison 2013-2014 avec les pros du SC Irene en troisième division néerlandaise. Il dispute son premier match face au RKC Waalwijk, où il entre en jeu à la 71e minute. Après avoir joué toute une saison avec l'équipe A, il finit par être repéré par les scouts du Fortuna Sittard.

#### Fortuna Sittard (2014-2018)
Le 12 juin 2015, il signe son premier contrat professionnel avec le Fortuna Sittard, d'une durée courant jusqu'à l'été 2017. Lors de sa première année, il fait une saison blanche, avec une seule entrée en jeu en deuxième division néerlandaise. Lors de la saison 2014-2015, il se révèle et devient un titulaire indiscutable de l'équipe. Le 16 septembre 2016, il marque son premier but en match officiel, lors d'une rencontre à domicile face au SC Cambuur (victoire 3-0). En fin de saison 2016-2017, le Fortuna Sittard dévoile par ses réseaux sociaux, l'accord de Dries Saddiki pour rajouter une saison en plus dans son contrat. Lors de la saison 2017-2018, il est champion de deuxième division néerlandaise, tout en étant titulaire avec son club. 

#### Willem II Tilburg (2018-2022)
Après avoir remporté son premier titre, il signe un contrat de trois saisons dans le club du Willem II Tilburg.
En mai 2019, il entre en jeu lors de la finale de la Coupe des Pays-Bas face à l'Ajax Amsterdam (défaite 0-4).
Lors de la saison 2020-2021, il dispute quinze matchs dont treize en championnat. Il termine la saison à la quatorzième place du classement de l'Eredivisie et assure le maintien en première division.

### Carrière internationale
Natif des Pays-Bas, mais d'origine marocaine, il est présélectionné avec l'équipe du Maroc le 6 mars 2020 pour une double confrontation contre la République centrafricaine. À cause de la pandémie de coronavirus, tous les matchs internationaux allant de mars jusqu'en septembre sont annulés.
Le 1re octobre 2020, il reçoit sa première convocation internationale pour représenter l'équipe nationale du Maroc à l'occasion de deux matchs amicaux face au Sénégal et la République démocratique du Congo. Le joueur n'aura finalement pas participé aux matchs amicaux, étant resté assis sur le banc pendant 180 minutes.

## Palmarès

### En club
- Fortuna Sittard
  - Eerste Divisie
    - Vice-champion : 2018

- Willem II Tilburg
  - Coupe des Pays-Bas :
    - Finaliste : 2019